# التسلسل الزمني للصراع الفلسطيني الإسرائيلي 2006
فيما يلي التسلسل الزمني لأحداث الصراع الفلسطيني الإسرائيلي في عام 2006.

## يناير
- ملخص يناير: مقتل 13 فلسطينيًا برصاص قوات الأمن الإسرائيلية في الأراضي المحتلة[1]
- 19 يناير: إصابة 20 بجروح في تفجير في مطعم للوجبات السريعة في تل أبيب.

## فبراير
- ملخص فبراير: مقتل 29 فلسطينيًا برصاص قوات الأمن الإسرائيلية في الأراضي الفلسطينية؛[1] مقتل إسرائيلي على يد فلسطيني.
- 5 فبراير: مقتل شخص وإصابة 5 بجروح في هجوم طعن نفّذه فلسطيني على حافلة أجرة إسرائيلية كانت في طريقها إلى تل أبيب.[2]

## مارس
- ملخص مارس: مقتل 15 فلسطينيًا برصاص قوات الأمن الإسرائيلية في الأراضي الفلسطينية؛ 1 فلسطيني يقتل نفسه في الأراضي الفلسطينية.[3] قتل 5 إسرائيليين على يد فلسطينيين في الأراضي المحتلة.[3][4] مقتل إسرائيليين في إسرائيل على يد مسلحين فلسطينيين (صاروخ).[1]
- 1 مارس: مقتل شخص في هجوم إطلاق نار على محطة وقود بالقرب من مجداليم بالضفة الغربية.[4]
- 28 مارس: مقتل شخصين (بينهم طفل) في انفجار صاروخ القسام في منطقة النقب الغربي.
- 30 مارس: مقتل 4 (بما في ذلك طفل واحد) في هجوم انتحاري متنكّر على أنه مسافر يهودي، في كدوميم في الأراضي المحتلة.[3]

## أبريل
- ملخص أبريل: مقتل 31 فلسطينيًا برصاص قوات الأمن الإسرائيلية في الأراضي المحتلة؛[1] 1 فلسطيني يقتل نفسه في إسرائيل.[5] قُتل 6 مدنيين إسرائيليين على يد فلسطينيين في إسرائيل.[5][6] مقتل 10 آخرين على يد فلسطيني في إسرائيل.[5]
- 17 أبريل: 11 قتيلاً (من بينهم رومانيان، وفرنسي، وأميركي، ومواطن مزدوج إسرائيلي-فرنسي)، وأصيب أكثر من 60 شخصًا بجروح في تفجير انتحاري خارج مطعم للوجبات السريعة في تل أبيب بعد أن منعه حارس أمن من الدخول.[5]

## مايو
- ملخص مايو: مقتل 36 فلسطينيًا على أيدي قوات الأمن الإسرائيلية في الأراضي المحتلة[1]
- وبحسب ما ورد تضررت حديقة حيوان غزة في رفح.[7][8]

## يونيو
- ملخص يونيو: مقتل 41 فلسطينيًا برصاص قوات الأمن الإسرائيلية في الأراضي الفلسطينية؛[1] 2 فلسطينيون اعتقلهم إسرائيليون في الأراضي الفلسطينية وتم اقتيادهم إلى إسرائيل. 1 أسر إسرائيليون من قبل فلسطينيين في إسرائيل ونقلوا إلى غزة. 64 عضوا في المجلس التشريعي الفلسطيني اعتقلتهم القوات الإسرائيلية واحتجزوا في إسرائيل حتى 24 أكتوبر 2006.[9]
- 9 يونيو: مقتل ثمانية فلسطينيين في قصف مدفعي إسرائيلي على شاطئ غزة[10]
- 10 يونيو: حركة حماس تلغي الهُدنة مع إسرائيل بعد مقتل سبعة مدنيين في قطاع غزة. أطلق مقاتلو حماس أكثر من سبعين صاروخ قسام على بلدات إسرائيلية منذ صباح الجمعة، مما أدى إلى إصابة مدنيين فلسطينيين وإسرائيليين على حد سواء.[11][12]
- 24 يونيو، 03:30 - 04:30 بالتوقيت المحلي، بالقرب من رفح: تعرض علي معمر للضرب على أيدي جنود إسرائيليين، واحتُجز ابناه أسامة ومصطفى معمر ونُقلوا إلى مكان مجهول في إسرائيل، ويعالج علي معمر في المستشفى.[13]
- 25 يونيو: تسلل مسلحون فلسطينيون إلى إسرائيل عبر نفق سري وبدءوا معركة بالأسلحة النارية عند نقطة تفتيش عسكرية - قُتل جنديان إسرائيليان و 3 من مقاتلو حماس وأُبلغ عن فقدان جندي إسرائيلي واكتشف لاحقًا أنه أُسّر من قبل المسلحين. رئيس الوزراء الإسرائيلي يتعهد برد عسكري شرس على الهجوم بمجرد عودة الجندي جلعاد شاليط. ينتشر لواءان من المشاة والفوج المدرعة المساندة على طول حدود قطاع غزة، استعدادًا لشن هجوم كبير.[14]
- 28 يونيو: إسرائيل تبدأ عملية عسكرية في قطاع غزة، ونشرت عددًا كبيرًا من الدبابات وناقلات الجنود المدرعة والقوات لإنقاذ الجندي الذي تم أسره في الهجوم قبل ثلاثة أيام.
- 29 يونيو: القوات الإسرائيلية تعتقل ثلث الحكومة الفلسطينية وإجمالا 64 عضوا في المجلس التشريعي الفلسطيني من أعضاء حماس.[9]

## يوليو
- ملخص يوليو: مقتل 177 فلسطينيًا على أيدي قوات الأمن الإسرائيلية[15] (1–15 يوليو: 97 فلسطينيًا في أراضي السلطة الفلسطينية).[1]
- 12 يوليو: غارة جوية إسرائيلية تدمر مبنى وزارة الخارجية الفلسطينية في مدينة غزة.[16] لواء إسرائيلي يدخل وسط قطاع غزة عبر معبر كيسوفيم بهدف تقسيمه إلى نصفين بشكل مؤقت. بالتزامن مع ذلك، يستهدف سلاح الجو الإسرائيلي اجتماعًا لقادة الجناح العملياتي لحركة حماس في مبنى سكني في مدينة غزة. قُتل أحد قادة حماس وسبعة من أفراد عائلته وجار واحد.[بحاجة لمصدر] كبار قادة حماس محمد ضيف وأبو أنس الغندور، الذين يزعم المسؤولون الإسرائيليون أنهما متورطان بشدة في اختطاف الجندي. جلعاد شاليط مصاب بجروح متوسطة. قُتل 14 ناشطا فلسطينيا إضافيا في حوادث أخرى في قطاع غزة[17][18][19]
- 14 يوليو: مسلحون من حماس يطلقون 5 صواريخ قسام على بلدة سديروت الإسرائيلية، مما تسبب في حدوث أعطال كهربائية محلية.[20] انسحبت القوات البرية الإسرائيلية من وسط قطاع غزة بعد عدة أيام من القتال قتل فيه نحو 30 من نشطاء حماس. القوات الإسرائيلية ما زالت في مطار غزة قرب رفح لاحباط تسليم الجندي المخطوف جلعاد شاليط الى مصر.[21] يعبر نحو 1500 فلسطيني الحدود بين غزة ومصر بعد أن هاجم مسلحون فلسطينيون رجال الشرطة المصرية المتمركزين عند معبر رفح الحدودي وأحدثوا فجوة في الجدار بالقرب منه.[22][23][24][25]
- 15 يوليو: مقتل مقاتلين من حماس في غارتين جويتين إسرائيليتين في قطاع غزة أحدهما على منزل في مدينة غزة.
- 16 يوليو: مقتل ثلاثة مسلحين فلسطينيين في غارة جوية إسرائيلية، بعد فترة وجيزة من دخول القوات الإسرائيلية إلى قطاع غزة.[26]
- 17 يوليو: أطلق مُقاتلي حماس عشرة صواريخ من نوع القسام على سديروت وعسقلان، مما ألحق أضرارًا في المناطق السكنية ولكن لم يسفر عن وقوع إصابات. قتلت ضربات جوية إسرائيلية خمسة مقاتلين ومدني واحد في قطاع غزة.[27][28] ضرب سلاح الجو الإسرائيلي وزارة الخارجية الفلسطينية للمرة الثانية خلال أسبوع، مما أدى إلى إصابة 5 أشخاص.[29]
- 19 يوليو: مقتل تسعة فلسطينيين على الأقل في عمليات إسرائيلية جديدة في غزة والضفة الغربية.[30]
- 28 يوليو: العُثور على جثة الطبيب الإسرائيلي داني ياكوفي المشوهة في الضفة الغربية.[31]
- 30 يوليو: اقتحام مجمع الأمم المتحدة في مدينة غزة ونهبه من قبل فلسطينيين احتجاجًا على الأزمة الإسرائيلية اللبنانية لعام 2006. ورشق أعضاء في حركة الجهاد الإسلامي الحجارة وأطلقوا النار من بنادقهم. ولحقت أضرارًا بثماني سيارات وخمسة جرحى[32]

## أغسطس
- 10 أغسطس: مقتل سائح إيطالي طعنًا على يد فلسطيني محسوب على حركة الجهاد الإسلامي الفلسطينية في البلدة القديمة بالقدس.[33]
- 19 أغسطس: مقتل مواطن إسرائيلي برصاص فلسطيني في بكوت بمنطقة بقاع في إسرائيل.[34]

## نوفمبر
- 23 نوفمبر: فجرت فاطمة عمر النجار عبوات ناسفة كانت ترتديها على حزام، مما أدى إلى إصابة عدد من الجنود الإسرائيليين بالقرب من بيت لاهيا ومخيم جباليا[35]